# Faux Pas
Faux Pas ist ein Comic, der von Robert und Margareth Carspecken erfunden wurde. Der Name stammt von einem Wortspiel mit der französischen Phrase faux pas, mit welcher ein sozialer Fehltritt gemeint ist. Der Titel ist eine Anspielung auf das Benehmen der im Comic vorkommenden Charaktere. Die Hauptcharaktere sind die Rotfüchse Randy und Cindy.

## Veröffentlichung
Faux Pas erschien zum ersten Mal in den späten 1970ern in einer Zeitung der Stadt Boulder, Colorado. Später wurden die Comics und die verschiedenen Darstellungen der Charaktere in diversen Zeitungen, Newslettern, Fanzines, Comics und APAs verwendet.
Ein Buch, welches auf dem Comic basiert, wurde im Oktober 2003 vom Verlag Plan Nine Publishing veröffentlicht. Wegen Produktionsproblemen war dieses Buch zeitweise ausverkauft. Der Vertrag zwischen den Carspeckens und Plan Nine endete im September 2005, das Buch wird daher nicht mehr gedruckt. Jedoch wird es auf unterschiedlichen Conventions in limitierter Auflage von den Carspeckens verkauft.
Faux Pas gewann 2005 den Ursa Major Award für Bester anthropomorpher Comic Strip.

## Charaktere
- Randy und Cindy, 2 Rotfüchse (Hauptcharaktere)
- Myrtle DeHen, eine hektische Henne und die Sekretärin der „Green Mountain Studio Animals“ (GMSA)
- Dusk, Cindys hinterhältige und heimtückische Cousine
- Stu und Eddie Rabbit
- Brisbane Wallaroo
- Arthur Horse

## Handlung
Der Comic handelt von dem Leben auf einer heruntergekommenen Farm in den Rocky Mountains (Colorado) mit dem Namen „Green Mountain Studio Animals“ (GMSA). Die tierischen Charaktere sind anthropomorph. Sie haben eine menschliche Sprache und Intelligenz, gehen jedoch nicht aufrecht auf zwei Beinen. Sie sind also anatomisch echten Tieren ähnlicher.
Randys Leben beginnt in einem Zoogeschäft. Er wird fälschlicherweise für einen Hund mit ungewöhnlichem Körpergeruch gehalten. Bald landet er bei der GMSA, neben anderen Tieren, die hauptsächlich als Models für Filme, Fotos etc. arbeiten. Mit der Zeit kommen ihm Zweifel auf, was seine vermeintliche Spezies betrifft. Er beginnt ebenso, Freundschaften mit den anderen Tieren zu knüpfen. Zum einen wäre da Myrtle DeHen, die leicht verwirrte und hektische Henne. Nachdem GMSA den Besitzer gewechselt hatte, befand sich Randy innerhalb einer großen Gruppe aus 144 Hauskatzen. Die Anführerin der Katzen ist Kira Cat. Sie hält Randy für ein großartiges Katzenspielzeug. Ab und zu wird Randy auch von den anderen tierischen Mitbewohnern abgelöst.
Nun tritt Cindy das erste Mal auf. Als eine in der Wildnis geborene Füchsin findet sie es sehr interessant, wie Randy von den Menschen aufgezogen wurde. Cindy fühlt sich zu Randy hingezogen, allerdings ist das Resultat eine ungewöhnliche und lustige Beziehung zueinander. Da sie aus der Wildnis stammt, hält sie es für verrückt, eine Freundschaft mit Randys Kollegen zu schließen (schließlich wäre z. B. die Henne Myrtle DeHen ihre natürliche Beute). Um Randy einen Gefallen zu tun, macht sie dies jedoch. Randy trifft mit den Katzen eine Abmachung, dass sie Cindy in Ruhe lassen sollen. Cindy wäre allerdings durchaus in der Lage, selber mit den Katzen fertigzuwerden.
Cindy empfindet die Beziehung als eine lohnende Gelegenheit, um mehr über das Geschehen auf der GMSA zu erfahren. Als Gegenleistung lehrt sie Randy und einigen weiteren Mitbewohnern der GMSA, wie sie ihre Instinkte effektiv in der Wildnis einsetzen können, um überhaupt überlebensfähig zu sein.
Eine Frage, die allerdings unbeantwortet bleibt, ist, ob sie jemals Fuchskinder haben werden.